# Gibbet Hill
Gibbet Hill är en kulle i Storbritannien.   Den ligger i grevskapet Surrey och riksdelen England, i den södra delen av landet, 60 km sydväst om huvudstaden London. Toppen på Gibbet Hill är 277 meter över havet, eller 124 meter över den omgivande terrängen. Bredden vid basen är 7,8 km.
Terrängen runt Gibbet Hill är huvudsakligen platt, men söderut är den kuperad. Runt Gibbet Hill är det ganska tätbefolkat, med 134 invånare per kvadratkilometer. Närmaste större samhälle är Guildford, 16,7 km nordost om Gibbet Hill. I omgivningarna runt Gibbet Hill växer i huvudsak blandskog.